# Chùa Shwedagon
16°47′54,37″B 96°8′58,07″Đ / 16,78333°B 96,13333°Đ
Chùa Shwedagon (Shwedagon Zedi Daw /ʃwèdəɡòun zèdìdɔ̀/), hay Chùa Vàng, ở Yangon được coi là ngôi chùa linh thiêng nhất Myanma. Tại đây có lưu giữ báu vật thiêng liêng đối với các tín đồ Phật giáo, đó là tám sợi tóc của Phật Thích Ca Mâu Ni. Stupa dát vàng của chùa cao tới 98 mét trên đỉnh nạm 5448 viên kim cương và 2317 viên hồng ngọc, trên cùng là búp kim cương gắn một viên kim cương 76 carat (15 g). Chùa lại nằm trên đồi Singuttara, từ đây có thể quan sát được cả thành phố Yangon.

## Lịch sử
Theo truyền thống Phật giáo Myanmar, Trapusa và Bahalika là 2 anh em thương gia đến buôn bán ở Balkh (nay thuộc Afghanistan), trên đường quay về họ đã được gặp Phật Thích Ca Mâu Ni. Họ đã dâng cúng đồ ăn và được Phật thu nhận làm 2 cư sĩ đệ tử đầu tiên, đồng thời ban cho 8 xá lợi tóc. Khi trở về, họ đến Myanmar và được vua Okkalapa giúp dỡ tìm ra Đồi Singuttara, gần kinh thành Pokkharavati để xây bảo tháp thờ phụng 8 sợi tóc. Nơi này về sau chính là Chùa Shwedagon.
Theo truyền thuyết và theo ghi chép của các nhà sư, ngôi chùa có từ trước khi Phật qua đời, nghĩa là có cách đây 2.500 năm. Tuy nhiên các nhà khảo cổ học cho rằng nó được xây lần đầu vào khoảng thời gian từ thế kỷ 6 đến thế kỷ 10.
Stupa (phù đồ) từng bị hư hại suốt một thời gian dài và được Vua Binnya U của Hanthawaddy sửa lại. Ban đầu, nó cao khoảng hơn 8 mét. Đến khi vua Binnya U sửa lại, nó được nâng lên hơn 20 mét. Hoàng hậu Shinsawbu (1453–1472) cho nâng tháp cao thành 40 mét. Hoàng hậu còn cho lát gạch quả đồi và trên đỉnh đồi sân chùa lát đá.
Năm 1608, một toán quân Bồ Đào Nha do Philip de Brito e Nicote đã cướp phá chùa. Chúng cướp đi quả chuông lớn Dhammazedi mà Vua Dhammazedi đã dâng cho chùa. Philip de Brito e Nicote định nấu chảy quả chuông đó để đúc đại bác. Nhưng khi chở qua sông Bago, chuông bị chìm và đến nay vẫn chưa được tìm ra.
Những trận động đất ở thế kỷ 17 đã làm ngôi chùa bị hư hại nghiêm trọng. Trận động đất dữ dội năm 1768 đã làm đỉnh tháp bị rơi. Vua Hsinbyushin nhà Konbaung đã cho sửa chữa lại tòa tháp và nâng nó lên độ cao hiện tại.
Năm 1779, Vua Singu Min cho đúc và dâng nhà chùa một quả chuông, gọi là chuông Maha Gandha ("âm thanh tuyệt diệu") nhưng dân gian hay gọi là chuông Singu Min.
Tháng 5 năm 1824, quân Anh đổ bộ vào xâm lược Myanma. Chúng lập tức chiếm đóng ngôi chùa và biến đây thành một pháo đài tới mãi hai năm sau mới rút đi. Quân Anh lấy quả chuông Singu Min định đem tới Calcuta, nhưng nó cũng bị chìm xuống sông như chuông Dhammazedi. Quân Anh cố tìm mà không thấy. Người Myanma liền đề nghị để họ giúp tìm với điều kiện họ được đem quả chuông trở về chùa. Tưởng người Myanma không vớt nổi, quân Anh đồng ý. Các thợ lặn Myanma đã lặn xuống và buộc quanh quả chuông hàng trăm cây tre, nhờ đó quả chuông được kéo nổi lên.
Năm 1827, trung tá J.E. Alexander cho đúc và tặng chùa một quả chuông tương tự chuông Singu Min. Hiện chuông này treo trong lầu chuông ở góc tây bắc sân chùa.
Năm 1841, Vua Tharrawaddy sai đúc một quả chuông nặng 42 tấn bằng đồng và dát vàng (khoảng 20 kg vàng), đặt tên là chuông Maha Tissada ("ba âm thanh"). Chuông này treo trong lầu chuông ở phía đông bắc tòa tháp.
Năm 1871, Vua Mindon Min cho dựng một cái lọng (hti) ở chùa.
Trong chiến tranh Anh-Miến thứ hai, quân Anh lại chiếm đóng chùa và lần chiếm đóng này kéo dài tới 77 năm, đến tận năm 1929. Mặc dù vậy, người dân và tín đồ vẫn được vào chùa hành lễ.
Trận động đất vừa phải năm 1970 làm cái cán lọng rời ra, khiến chính phủ phải tiến hành sửa chữa.
Tháng 1 năm 1946, Aung San đã diễn thuyết trong một cuộc mít tinh lớn ở quanh tháp để kêu gọi chính quyền thực dân Anh trả độc lập cho Myanma nếu không sẽ tổng bãi công và nổi dậy. Bốn mươi hai năm sau, ngày 26 tháng 8 năm 1988, con gái ông - Aung San Suu Kyi - đã diễn thuyết trong một cuộc mít tinh lớn khác đông tới 500 nghìn người kêu gọi dân chủ cho Myanma. Tháng 9 năm 2007, khoảng 20 nghìn sư sãi đã diễu hành xuất phát từ chùa Shwedagon để phản đối chế độ chính trị của Myanma.

## Kiến trúc
Từ chân đồi có 4 lối leo lên chùa. Mỗi lối lên có một cặp chinthe (sư tử thần) canh gác. Lối phía đông và phía nam có rất nhiều cửa hàng bán dụng cụ thờ Phật và dụng cụ tu hành. Tại các bậc thang cuối của lối lên phía Nam có chân dung vị Phật thứ hai trong kiếp Trái Đất này, tức là Phật Câu Na Hàm.
Đế tháp bằng gạch, dát bên ngoài là những tấm vàng. Trên đế tháp là sân hiên mà chỉ có các nhà sư và nam giới được phép đi vào. Tiếp theo là phần hình chuông của tháp. Trên phần hình chuông là phần mũ tháp. Trên phần mũ tháp là phần giả như các cánh sen. Trên phần giả các cánh sen là phần có hình dáng hoa chuối, rồi trên nữa là phần hình vương miện. Phần hình vương miện còn gọi là lọng (hti) được nạm 5448 viên kim cương và 2317 viên hồng ngọc. Trên cùng là cánh hình cờ và ở vị trí cao nhất là búp kim cương gắn một viên kim cương 76 carat (15 g).
Vàng giát quanh tháp là những tấm vàng dát mỏng được các thợ thủ công chế tác bằng kỹ thuật truyền thống. Các tín đồ mua các tấm vàng dâng nhà chùa để giát vào tháp. Việc dâng vàng này bắt đầu có từ thời Hoàng hậu Shin Sawbu.

## Thăm viếng
Chùa từ lâu trở thành nơi hành hương của các tín đồ Phật giáo Myanma. Khi vào chùa phải cởi giày dép. Thời thuộc Anh, chính quyền thực dân ra quy định rằng người Anh và quan chức chính phủ đô hộ vẫn được đi giày dép khi vào chùa. Người Myanma thường đi vòng quanh tháp theo chiều quay của kim đồng hồ. Trong chùa có 7 bồn nước tương ứng với 7 hành tinh và với 7 ngày trong tuần. Đấy là nơi những người có sinh nhật trùng vào ngày đó tới tưới nước tắm cho tượng Phật.

## Hình ảnh

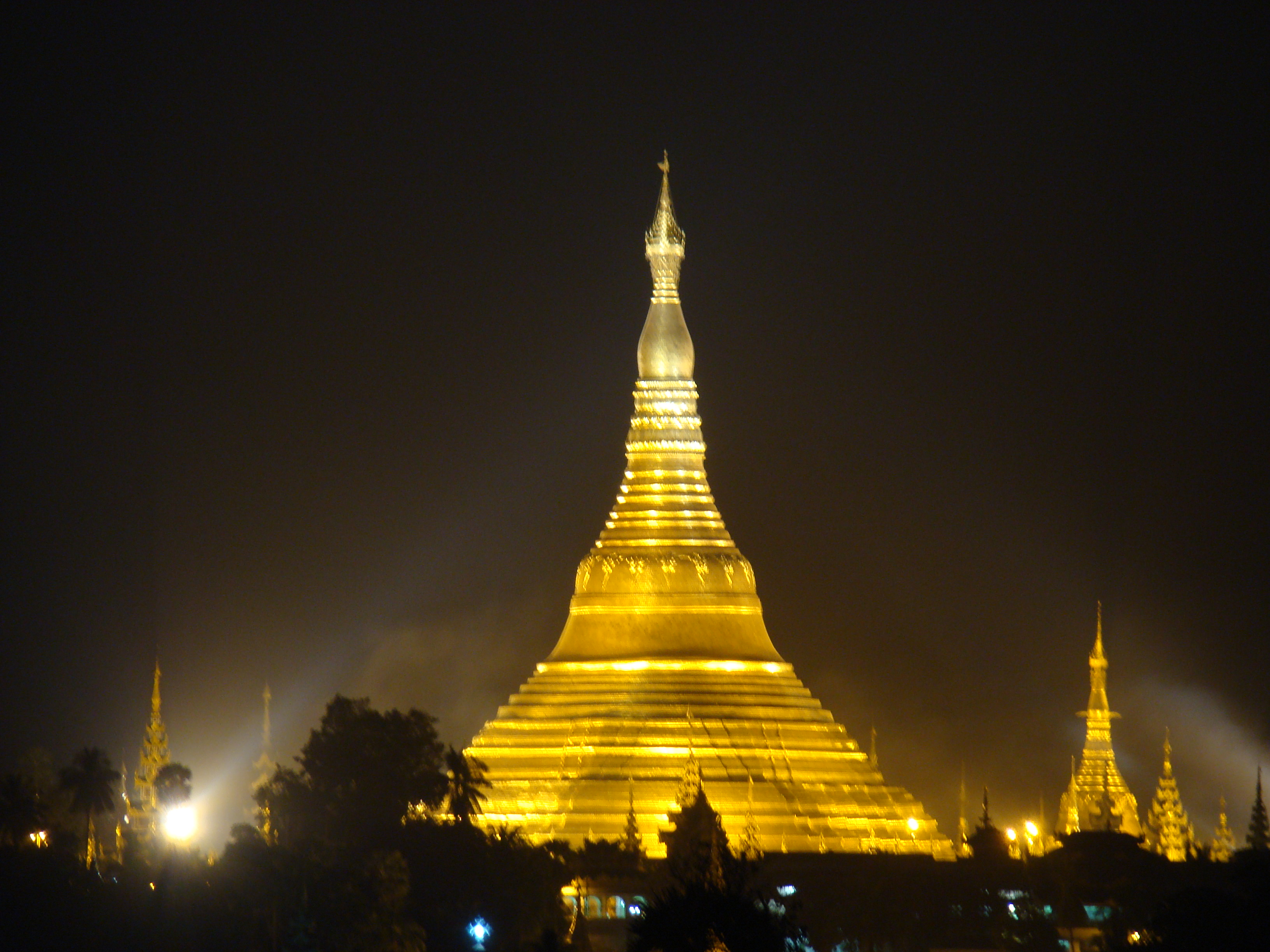
Tháp chùa Shwedagon rực rỡ trong đêm.
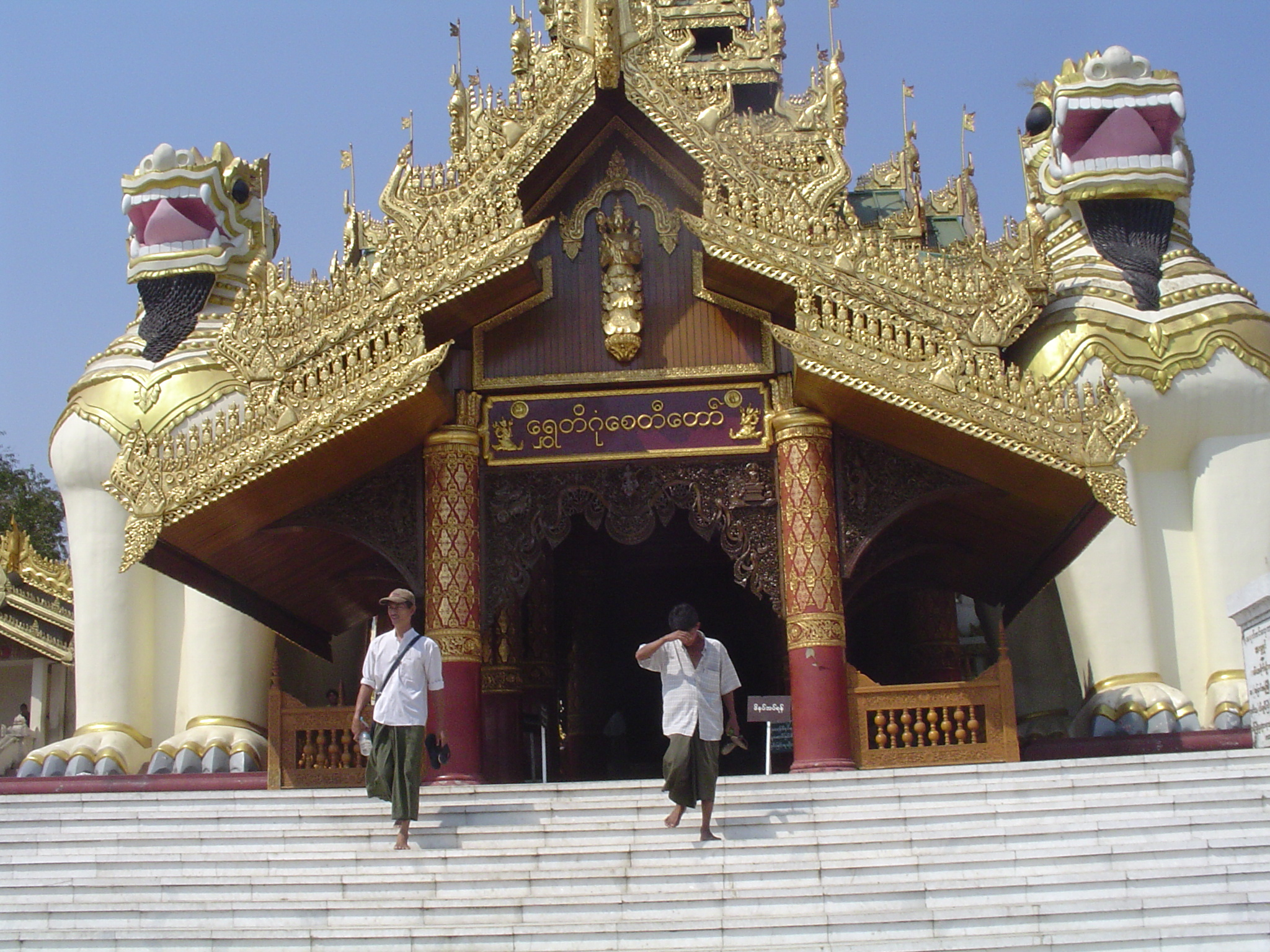
Cổng lối lên phía nam.
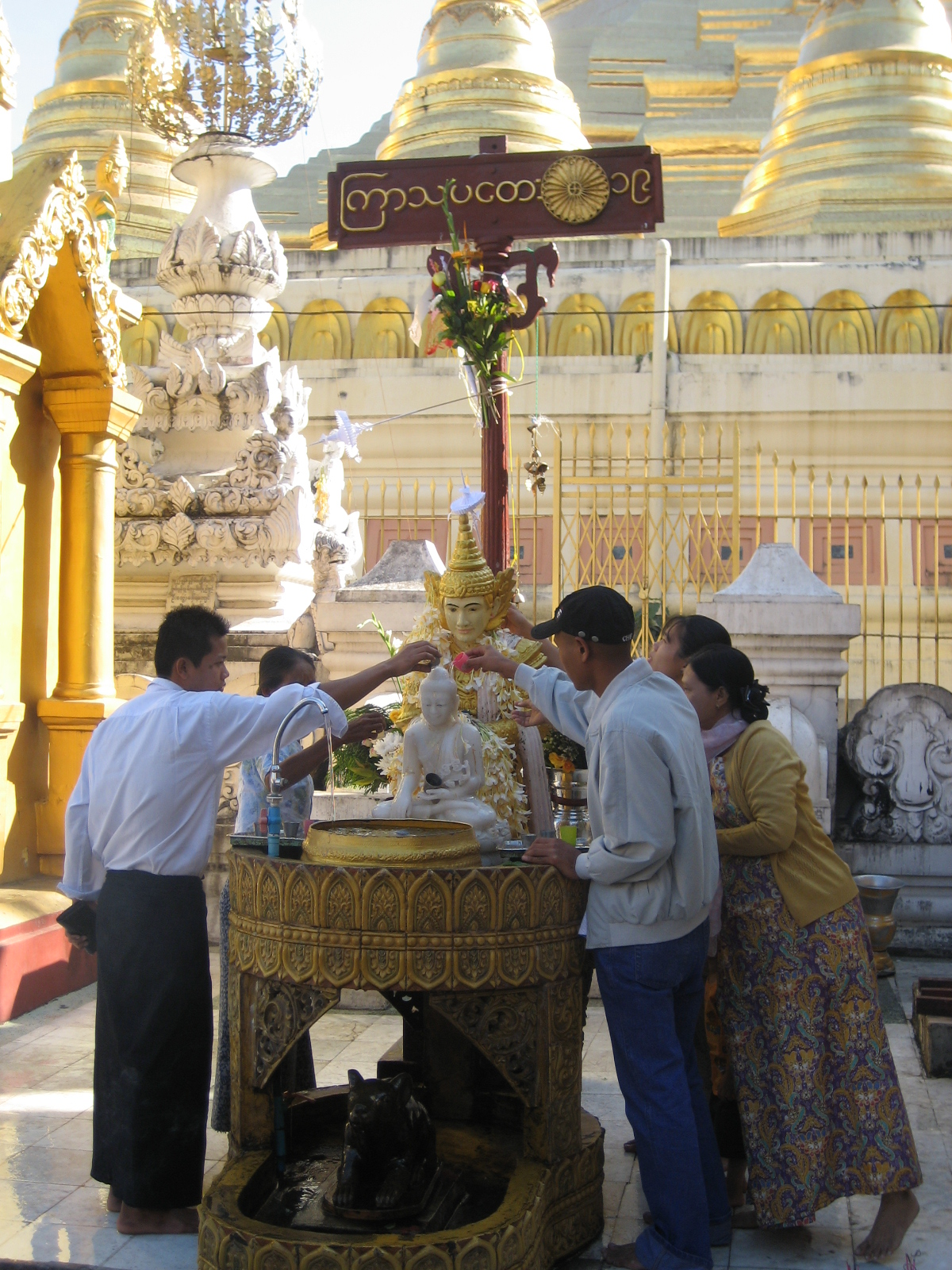
Những tín đồ có sinh nhật vào ngày thứ Năm đang tưới nước lên tượng Phật ở bồn nước tương ứng với Sao Mộc.
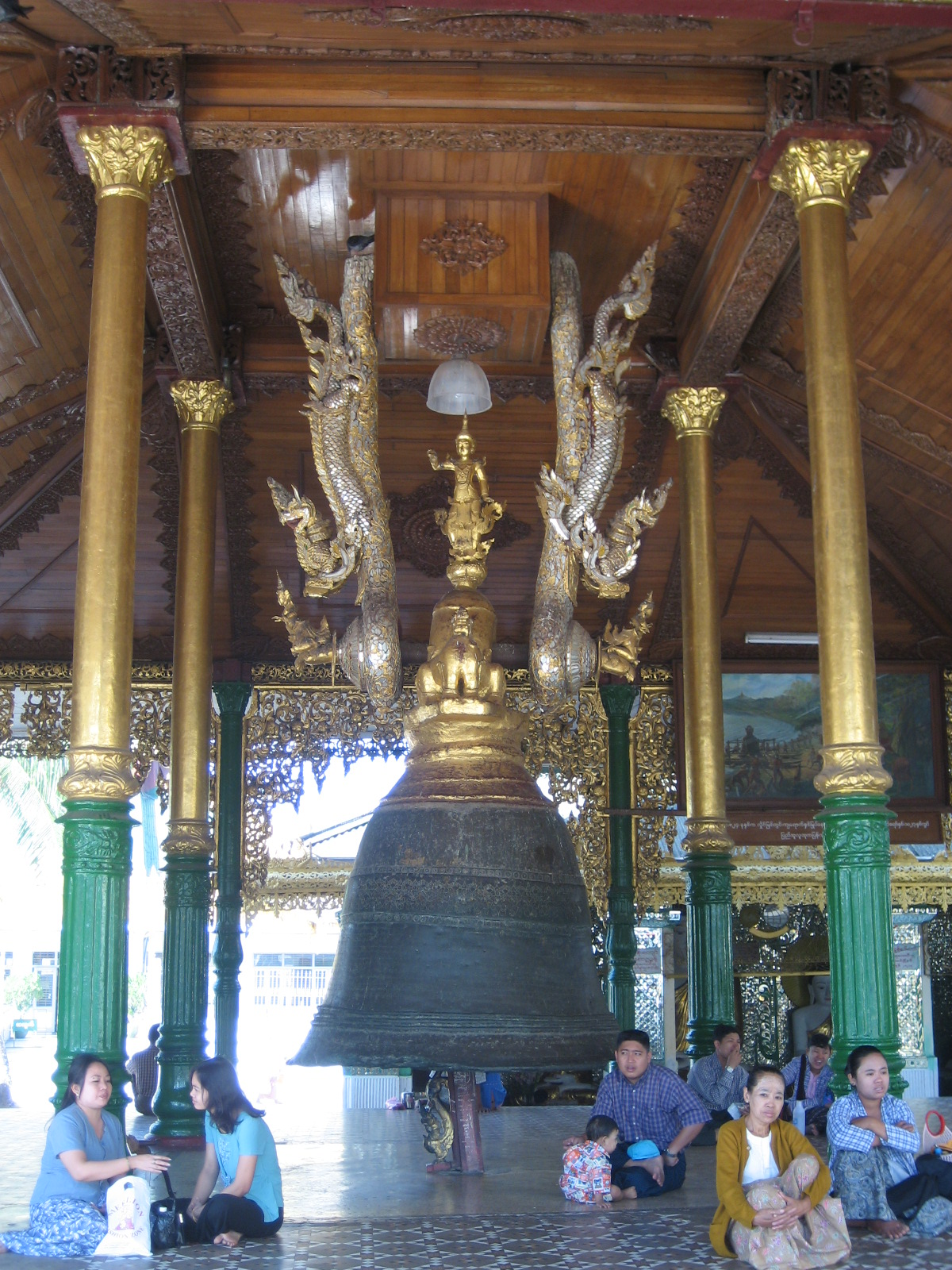
Quả chuông Singu Min.
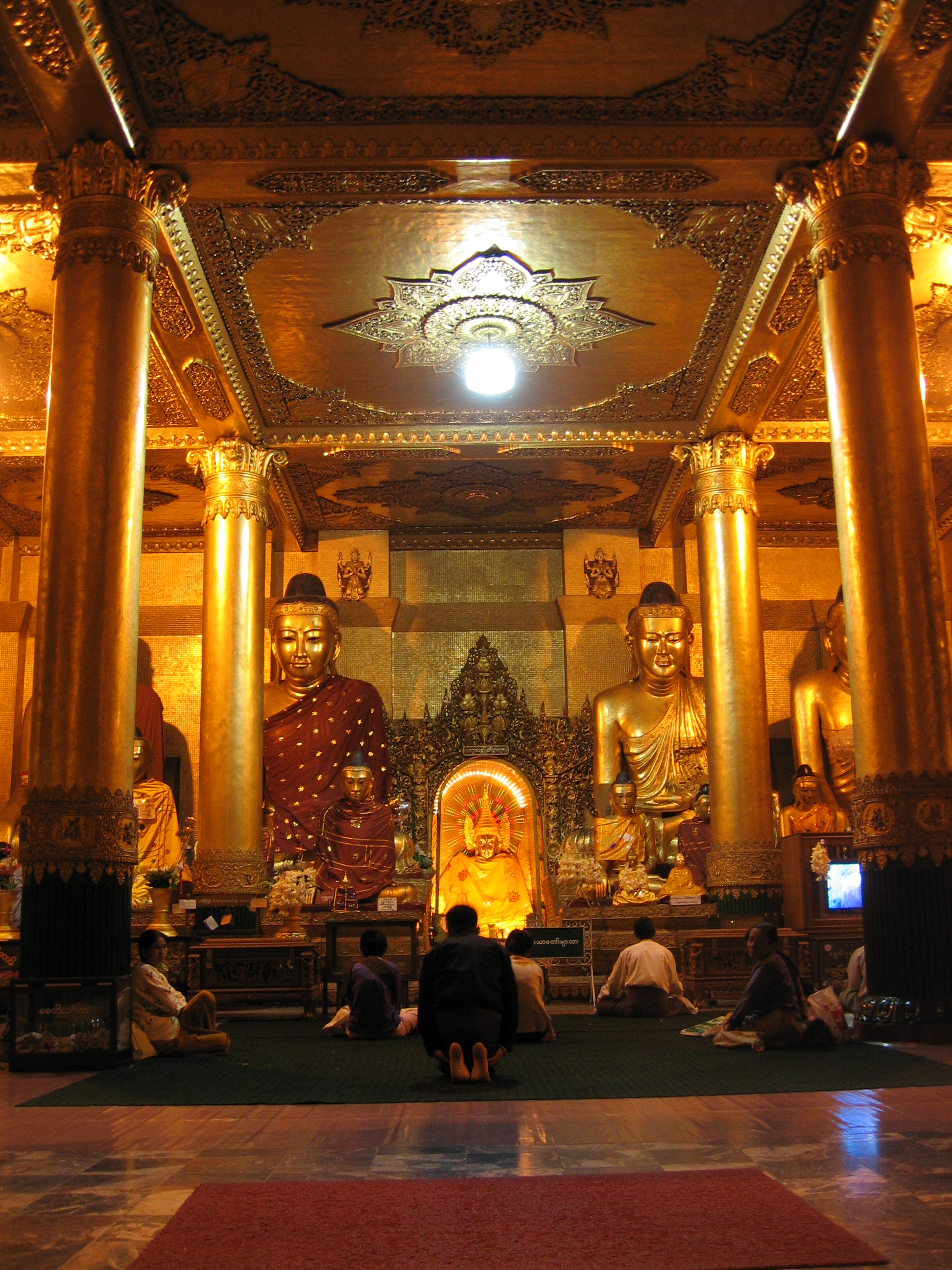
Các tín đồ đang cầu nguyện trước tam bảo bên trong chùa.
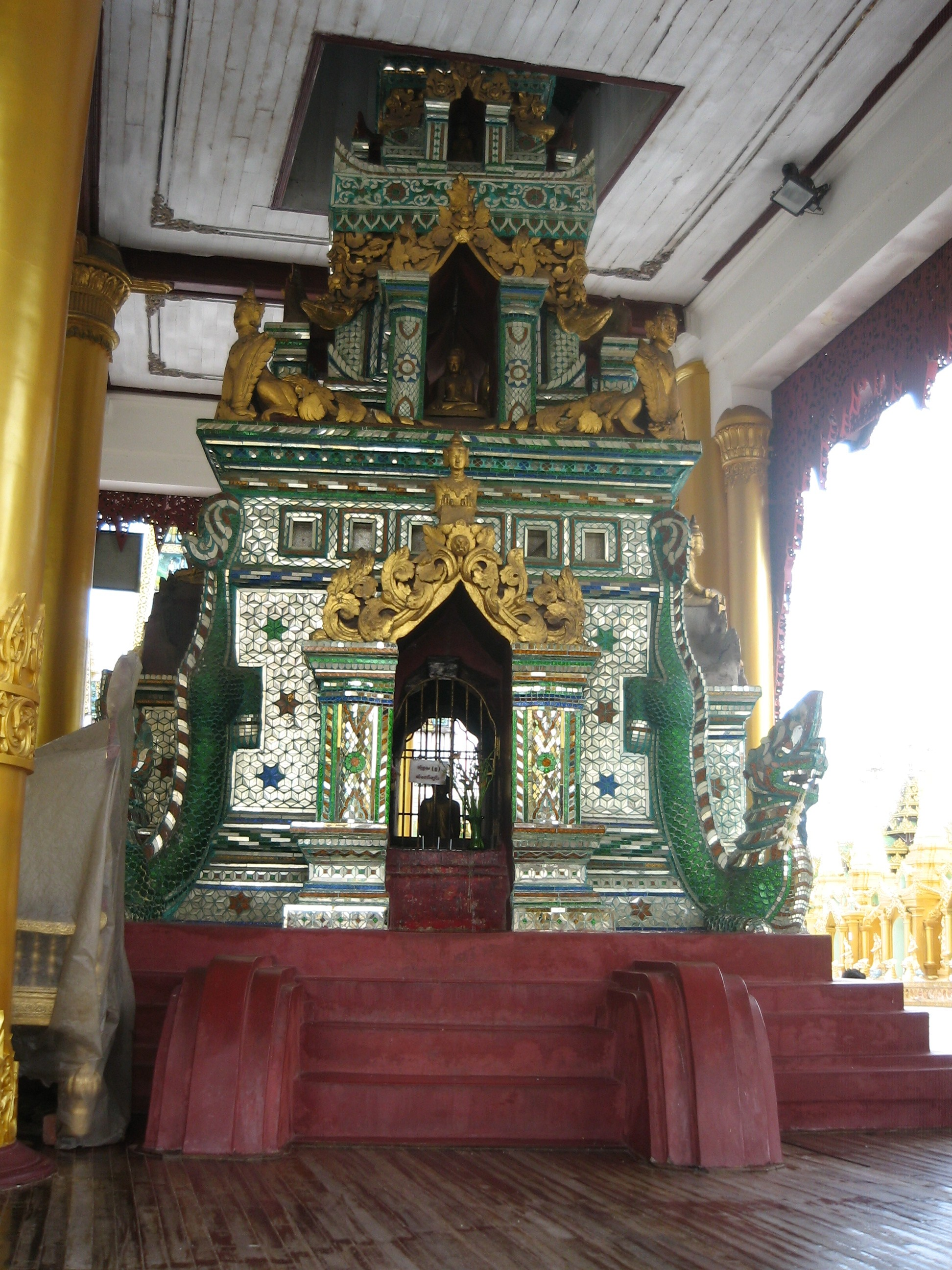
Giếng nước được trang trí công phu.
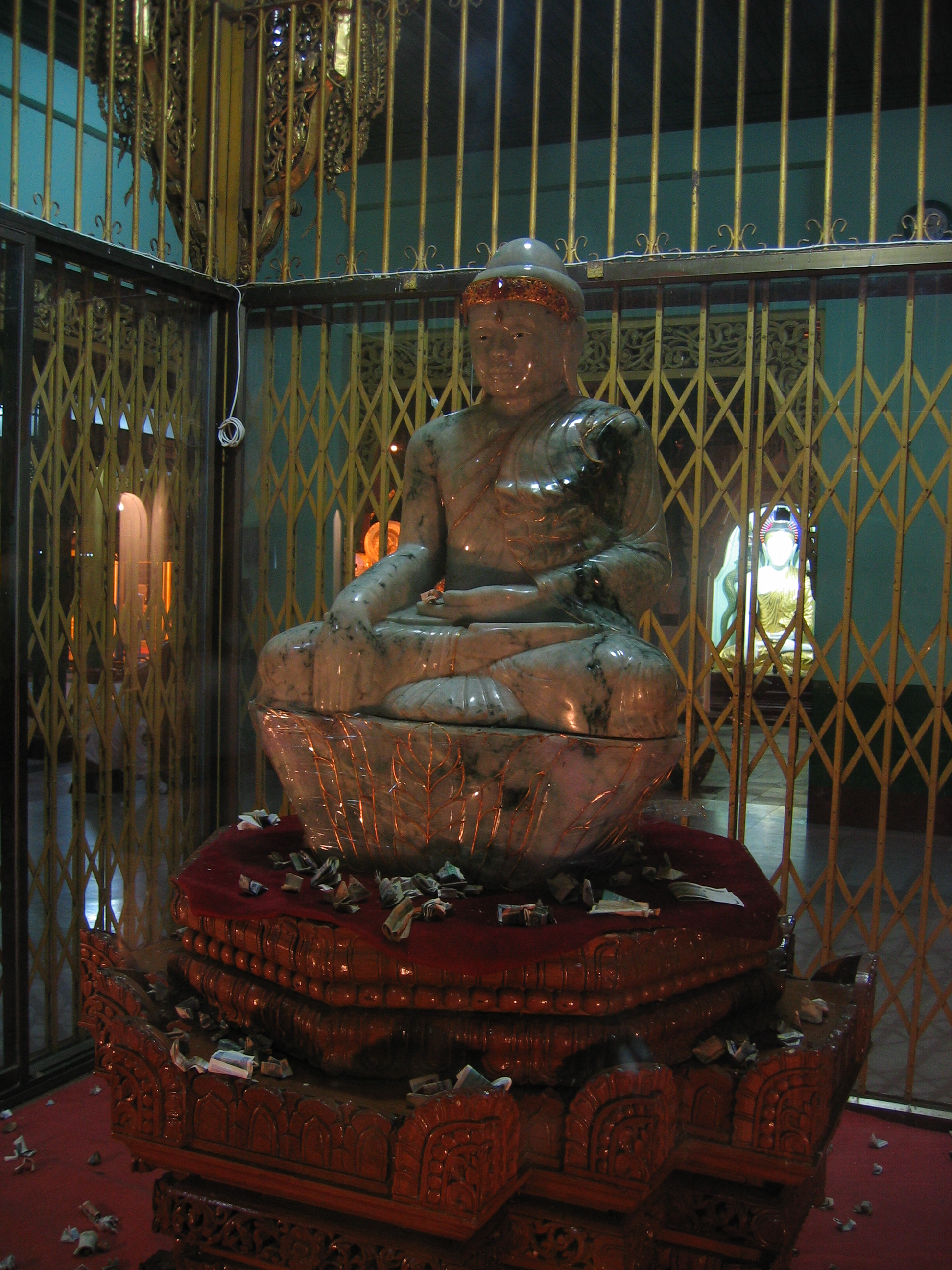
Tượng Phật bằng ngọc bích nguyên khối có nạm cả hồng ngọc.
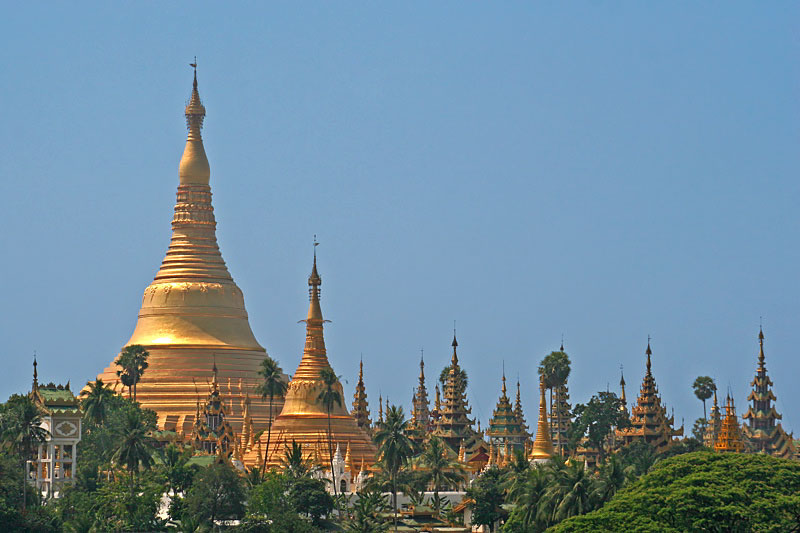
"Rừng" tháp ở chùa Shwedagon.
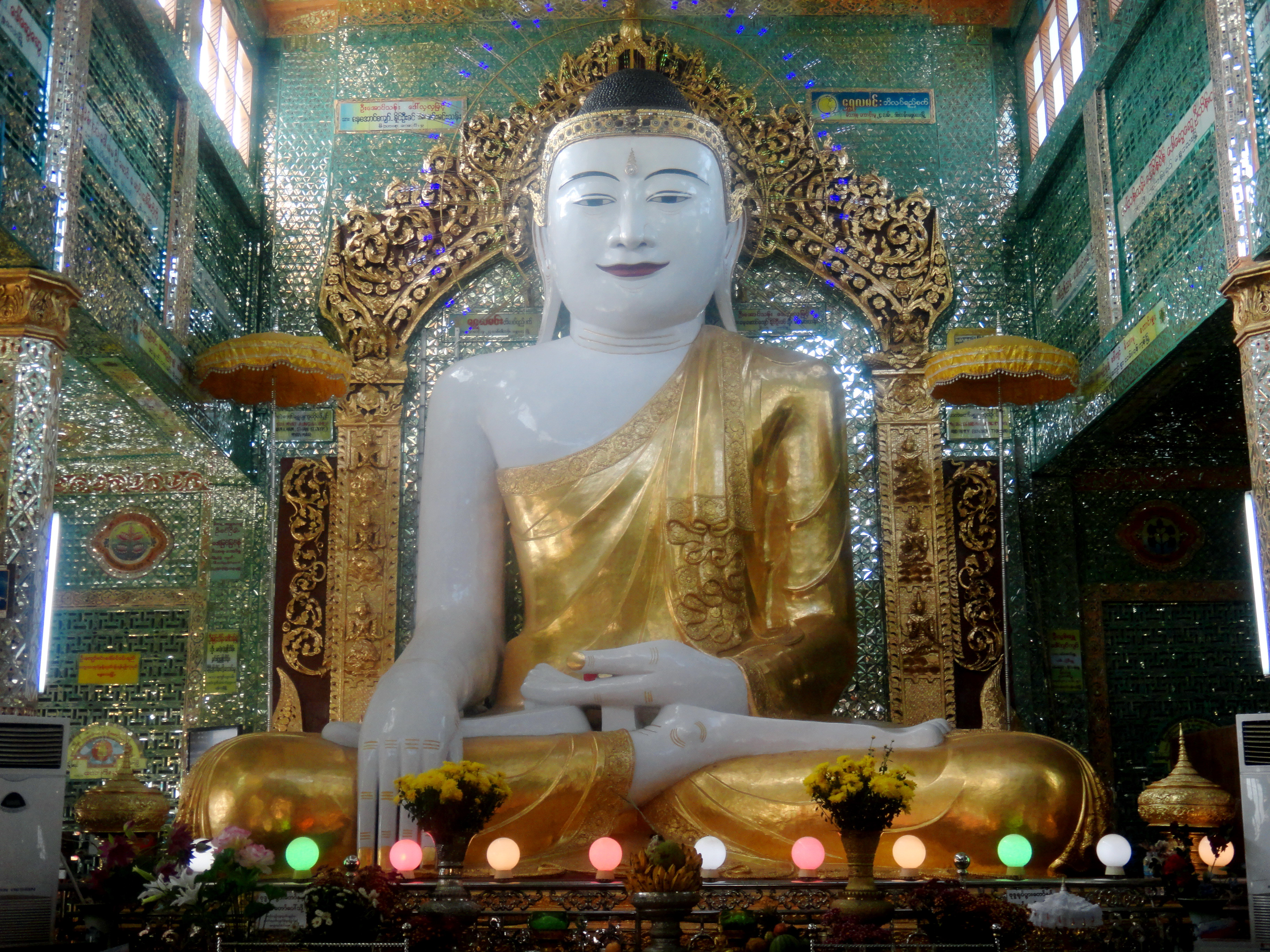
Tượng Phật Thích Ca to lớn trong chùa Vàng
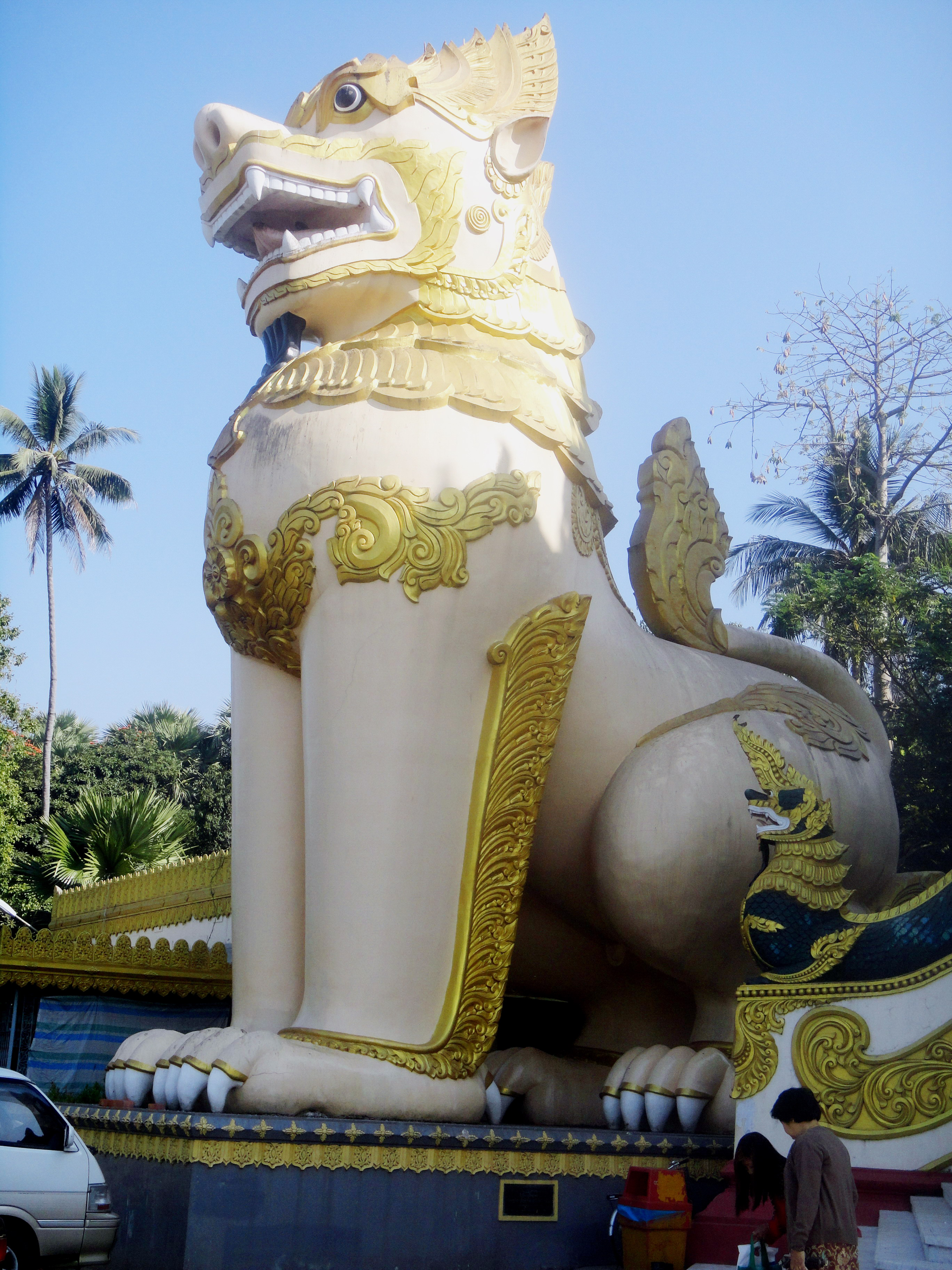
Tượng sư tử thần to lớn ở cổng chùa Vàng
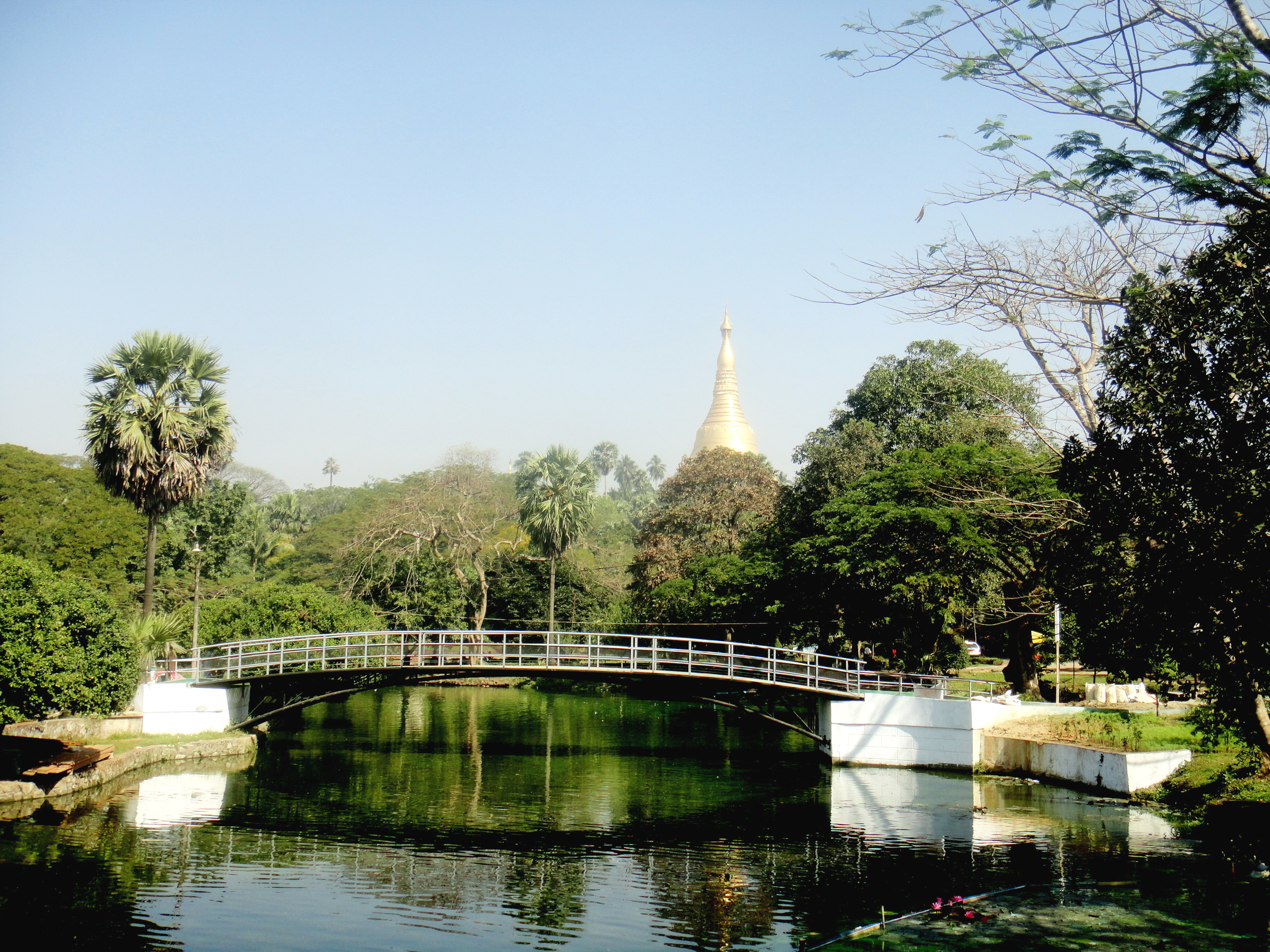
Phong cảnh ở khu vực chùa Vàng